# 丹羽文生
丹羽 文生（にわ ふみお、1979年〈昭和54年〉11月10日 - ）は、日本の政治評論家（政治アナリスト）。拓殖大学政経学部教授。石川県出身。政治学博士。

## 略歴
1979年 - 石川県河北郡高松町（現在のかほく市）出身。その後、金沢伏見高校を経て、国士舘大学政経学部一部政治学科入学。下条美智彦教授のゼミナールに所属した。
2000年11月 - 下条教授の勧めで、衆議院議員中津川博郷秘書になり、5年間務めた。
2002年 - 大学卒業。
2004年 - 国士舘大学大学院政治学研究科修士課程修了。その後、東海大学大学院政治学研究科博士課程後期単位取得満期退学し、作新学院大学総合政策研究所研究員を務めた。
2009年 - 拓殖大学海外事情研究所研究員（助教）。東北福祉大学非常勤講師も兼務した。
2012年 - 拓殖大学海外事情研究所准教授。
2020年 - 拓殖大学海外事情研究所教授。
2022年 - 拓殖大学政経学部教授。

## その他
- 祖父は高松町長を務めた[1]。
- 世界日報の「Viewpoint」にたびたび寄稿している[6]。

## 役職
- 防衛法学会監事
- 日本戦略研究フォーラム政策提言委員
- 台湾高雄市台日経済貿易文化交流協会台日研究センター研究員。
- 日本文化チャンネル桜『アジア･アップデート』キャスター。

## 著作

### 著書
- 『ごめんください。ワタクシ国会議員学生秘書です。』春風社、2002年10月
- 『情熱の素』春風社、2005年8月
- 『日中国交正常化と台湾―焦燥と苦悶の政治決断』北樹出版、2012年10月
- 『「日中問題」という「国内問題」　戦後日本外交と中国・台湾』一藝社、2018年2月
- 『評伝大野伴睦　自民党を作った大衆政治家』並木書房、2021年5月

親族の大野つや子・大野泰正監修の公式伝記。

### 共著
- 『日本の連立政権』（田村重信･豊島典雄･小枝義人共著）振学出版、2005年10月
- 『政治と危機管理』（田村重信共著）内外出版、2006年9月
- 『参議院改革の政治学』（豊島典雄･小枝義人共著）富士社会教育センター、2007年9月
- 『保守合同の政治力学』（豊島典雄共著）青山社、2009年1月
- 『民主党政権論』（藤本一美、岩切博史、清水隆雄共著）学文社、2012年8月